# 신메이신 고속도로
신메이신 고속도로(일본어: 新名神高速道路)는 일본 미에현 욧카이치시부터 시가현, 교토부, 오사카부를 경유해 효고현 고베시 기타구에 이르는 총 연장 149.6km의 일본의 고속도로이다. 고속도로 번호에 의해, 신토메이 고속도로 · 이세 완간 자동차도와 함께 E1A가 주어졌다.

## 개요
신메이신 고속도로는, 신토메이 고속도로와 함께 도메이 고속도로·메이신 고속도로과 기능을 상호 보완하는 역할을 맡는 도로이다. 다만, 신메이신 고속도로는 아이치현에서부터 시가현에 걸쳐서 도카이도(국도 제1호선)의 경로를 따라 건설되고 있어, 나카센도 경로의 메이신 고속도로에서부터 한참 떨어진 곳에 있다.
도메이·메이신은, 1966년 전 노선 개통 이후, 복수의 도시권을 연결하는 기간적인 고속도로였다. 그러나, 교통량 증가로 인해 교통 혼잡이 빈발하고 있으며, 자동차 교통에 의존하고 있는 산업·경제를 받치는 역할의 도로가 단절될 경우의 영향은 괴멸적인 상황이 올 것이라고 예측했다. 거기에서, 도메이·메이신과의 더블 네트워크, 적절한 교통 기능 분담에 따른, 높은 신뢰성을 확보하는 도로로서, 신토메이·신메이신이 계획되었다.
신메이신 정비에 의해, 교통의 흐름이나 교통량의 변화가 감지되었다.
고속자동차 국도법에 근거한 법정 노선 이름은, 나고야·고베 간을 연결하는 긴키 자동차도 나고야고베 선이라고 말해, 긴키 자동차도 나고야 고베 선 중 욧카이치 분기점 - 고베 분기점 간에 맡는 구간을, 일반 대중에게 안내하는 도로 이름으로서 "신메이신 고속도로"의 명칭에서 일부 공용중인 고속도로이다. 다만, 2018년 3월 기준으로, 미완성 구간인 신욧카이치 - 가메야마 구간이나 오쓰 - 조요 구간 등이 개통하지 않았다. 도로 명칭 결정까지의 가칭은 제2 메이신 고속도로였지만, 2007년 4월 23일에 "쾌적성이나 주행성이 뛰어난 21세기 신시대에 걸맞는 도로가 된다"라는 점에서 신메이신 고속도로라는 도로 명칭이 발표된 경위이다.
애칭은 기오 마호로바 하이웨이이며, 제2 메이신 자동차도 건설 촉진 협의회에서 모집·결정되었다가 정착하지 않았다. 또한, 노선 독자로는 드문 '신메짱'이라고 하는 마스코트 캐릭터가 존재한다. 부분개통을 맞이할 때, TV·라디오 광고나 전단 등 선전하는 광고에 사용되었던 슬로건은 일본의 숨통 한가운데에.
시가라키 나들목 부근에는 시가라키노 궁에 관련된 유적이 다수 존재하고 있어, 본선 공사 중이나 시가라키 나들목 공사 중에 발굴했던 유적도 있다. 공사에 의해 유적이 소실될 우려가 있어, 지역 교육 위원회가 유적의 보존을 당시의 일본도로공단(JH)에서 요청, JH가 공사 계획을 변경했던 경위를 가진다.
가메야마 분기점 - 구사쓰타나카미 나들목 간 개통에 지연된 지 약 1년 1개월 후의 2009년 3월 20일, 본 노선 4번째 나들목으로서 개통한 고난 나들목은, 시가 현과 서일본 고속도로가 건설했던 간사이 지방에서 처음으로의 지역 생활화 나들목이다.
신메이신이나 신토메이 등의 중앙 분리대에 전용 궤도를 깔아, 도쿄 - 오사카 간의 물류 전용 고속 화물 철도를 정비하는 도카이도 물류 신칸센 구상이 있다.
2009년 12월 12일에 다카쓰키 분기점 - 고베 분기점의 40.5 km이 착공되었지만, 이 구간 중의 일부에 걸쳐서, 공사료의 정보가, 입찰 전에 시미즈 건설에서 누설한 혐의가 나오자, 이 의혹을 받았던 서일본 고속도로는 공사 입찰을 중단했으며, 효고현 경찰이 시미즈 건설 및 사원 집을 수색하는 등 수사를 벌였다.
우도노의 갈대밭이 신메이신의 고가교 공사에서 소멸될 우려가 나오자, 2013년 11월 18일, 당시의 오타 아키히로 일본 국토교통성 대신에게 계획 재수립을 요구하고 약 7만 9000명의 서명부가 제출되었다.

## 경유하는 지자체

### 본선
- 미에현
  - 욧카이치시 - 구와나시 - 이나베군 도인정 - 욧카이치시 - 가메야마시

- 시가현
  - 고카시 - 오쓰시 - 릿토시 - 오쓰시

- 교토부
  - 조요시 - 교타나베시 - 야와타시

- 오사카부
  - 다카쓰키시 - 이바라키시 - 미노오시 - 도요노군 도요노정 - 미노오시 - 이케다시

- 효고현
  - 가와니시시 - 가와베군 이나가와정 - 다카라즈카시 - 고베시 (기타구)

### 가메야마 연락 도로
- 미에현
  - 가메야마시

### 오쓰 연락 도로
- 시가현
  - 구사쓰시 - 오쓰시

## 나들목·분기점

### 본선
| 나들목 번호                                       | 시설 이름                               | 일본어 이름                             | 거리 (km)                               | BS                                      | 접속 노선 | 소재지                                  | 소재지                                  | 소재지                                  |
| 이세 완간 자동차도 나고야 · 도요타 방면           | 이세 완간 자동차도 나고야 · 도요타 방면 | 이세 완간 자동차도 나고야 · 도요타 방면 | 이세 완간 자동차도 나고야 · 도요타 방면 | 이세 완간 자동차도 나고야 · 도요타 방면 | 이세 완간 자동차도 나고야 · 도요타 방면 | 이세 완간 자동차도 나고야 · 도요타 방면 | 이세 완간 자동차도 나고야 · 도요타 방면 | 이세 완간 자동차도 나고야 · 도요타 방면 |
| ------------------------------------------------- | --------------------------------------- | --------------------------------------- | --------------------------------------- | --------------------------------------- | --- | --------------------------------------- | --------------------------------------- | --------------------------------------- |
| 29-1                                              | 욧카이치 분기점                         | 四日市                                  | 0.0                                     | -                                       | 이세 완간 자동차도 히가시메이한 자동차도 | 미에현                                  | 욧카이치시                              | 욧카이치시                              |
|                                                   | 신욧카이치 분기점                       | 新四日市                                | 4.4                                     | -                                       | 도카이 환상 자동차도 | 미에현                                  | 욧카이치시                              | 욧카이치시                              |
|                                                   | 고모노 나들목                           | 菰野                                    | 12.6                                    |                                         | 국도 제477호선 (욧카이치 유노야마 도로) | 미에현                                  | 미에군                                  | 고모노정                                |
|                                                   | 스즈카 PA                               | 鈴鹿                                    |                                         |                                         | | 미에현                                  | 스즈카시                                | 스즈카시                                |
|                                                   | 가메야마니시 분기점                     | 亀山西                                  | 27.8                                    | -                                       | 신메이신 고속도로 가메야마 지선 | 미에현                                  | 가메야마시                              | 가메야마시                              |
| -                                                 | 쓰치야마 SA / BS                        | 土山                                    | 38.3                                    | ○                                       | | 시가현                                  | 고카시                                  | 고카시                                  |
| 4                                                 | 고카쓰치야마 나들목                     | 甲賀土山                                | 41.3                                    |                                         | 시가 현도 340호 고카쓰치야마인터 선 메이신 메이한 연락도로 시가 현도 24호 고카쓰치야마 선 (시가 현도 제340호선 경유) 시가 현도 539호 이와무로키타쓰치야마 선 (시가 현도 제340호선 경유) | 시가현                                  | 고카시                                  | 고카시                                  |
| 5                                                 | 고난 나들목                             | 甲南                                    | 51.5                                    |                                         | 시가 현도 343호 고난인터 선 시가 현도 337호 고지시오노 선 (국도 제343호선 경유) | 시가현                                  | 고카시                                  | 고카시                                  |
| -                                                 | 고난 PA                                 | 甲南                                    | 51.8                                    |                                         | | 시가현                                  | 고카시                                  | 고카시                                  |
| 6                                                 | 시가라키 나들목                         | 信楽                                    | 58.2                                    |                                         | 시가 현도 341호 시가라키인터 선 국도 제307호선 (현도 제341호선 경유) | 시가현                                  | 고카시                                  | 고카시                                  |
|                                                   | 오쓰 분기점                             | 大津                                    | 69.8                                    |                                         | 신메이신 고속도로 오쓰 지선 | 시가현                                  | 오쓰시                                  | 오쓰시                                  |
|                                                   | 오쓰 SA / 신메이신오쓰 SIC              | 大津 / 新名神大津                       |                                         |                                         | 시가 현도 782호 우지타와라오이시히가시 선 | 시가현                                  | 오쓰시                                  | 오쓰시                                  |
|                                                   | 우지타와라 나들목                       | 宇治田原                                | 87.8                                    |                                         | 국도 제307호선 교토 부도 62호 우지코야 선 | 교토부                                  | 쓰즈키군                                | 우지타와라정                            |
| 9                                                 | 조요 분기점                             | 城陽                                    | 94.9                                    | -                                       | 게이나와 자동차도 | 교토부                                  | 조요시                                  | 조요시                                  |
| 9                                                 | 조요 나들목                             | 城陽                                    | 94.9                                    | -                                       | 국도 제24호선 오쿠보 바이패스 | 교토부                                  | 조요시                                  | 조요시                                  |
| 10                                                | 야와타쿄타나베 분기점                   | 八幡京田辺                              | 98.4                                    | -                                       | 제2 게이한 도로 | 교토부                                  | 야와타시                                | 야와타시                                |
| 10                                                | 야와타쿄타나베 나들목                   | 八幡京田辺                              | 98.4                                    | -                                       | 교토 부도 284호 야와타쿄타나베인터 선 | 교토부                                  | 야와타시                                | 야와타시                                |
| 공사 중 (2023년 개통 예정)                        |                                         |                                         |                                         |                                         | | 교토부                                  |                                         |                                         |
| 11                                                | 다카쓰키 분기점 · 나들목                | 高槻                                    | 109.1                                   | -                                       | 메이신 고속도로 오사카 부도 79호 후시미야나기다니타카쓰키 선 | 오사카부                                | 다카쓰키시                              | 다카쓰키시                              |
| 12                                                | 이바라키센다이지 나들목                 | 茨木千提寺                              | 119.0                                   |                                         | 오사카 부도 1호 이바라키셋쓰 선 | 오사카부                                | 이바라키시                              | 이바라키시                              |
| 13                                                | 미노오토도리미 나들목                   | 箕面とどろみ                            | 127.1                                   |                                         | 국도 제423호선 미노오 유료 도로 | 오사카부                                | 미노오시                                | 미노오시                                |
| 14                                                | 가와니시 나들목                         | 川西                                    | 132.7                                   |                                         | 효고 현도 721호 가와니시인터 선 | 효고현                                  | 가와니시시                              | 가와니시시                              |
| 14-1                                              | 다카라즈카키타 SA / SIC                 | 宝塚北                                  | 141.5                                   |                                         | 효고 현도 33호 시오세타카라즈카 선 | 효고현                                  | 다카라즈카시                            | 다카라즈카시                            |
| 5-1                                               | 고베 분기점                             | 神戸                                    | 149.6                                   | -                                       | 산요 자동차도 주코쿠 자동차도 | 효고현                                  | 고베시                                  | 기타구                                  |
| 산요 자동차도 오카야마 · 히로시마 · 야마구치 방면 |                                         |                                         |                                         |                                         | |                                         |                                         |                                         |

### 가메야마 지선
| 나들목 번호 | 시설 이름           | 일본어 이름 | 거리 (km) | BS | 접속 노선              |
| ----------- | ------------------- | ----------- | --------- | -- | ---------------------- |
| 32-1        | 가메야마 분기점     | 亀山        | 0.0       | -  | 히가시메이한 자동차도  |
|             | 가메야마니시 분기점 | 亀山西      | 5.3       | -  | 신메이신 고속도로 본선 |

### 오쓰 지선
| 나들목 번호 | 시설 이름             | 일본어 이름 | 거리 (km) | BS | 접속 노선                                                                                 | 소재지 | 소재지   |
| ----------- | --------------------- | ----------- | --------- | -- | ----------------------------------------------------------------------------------------- | ------ | -------- |
| 30-1        | 구사쓰 분기점         | 草津        | 3.6       | -  | 메이신 고속도로                                                                           | 시가현 | 구사쓰시 |
| 7-1         | 구사쓰타나카미 나들목 | 草津田上    | 2.4       |    | 시가 현도 342호 구사쓰타나카미 선 시가 현도 2호 오쓰노토가와나가하마 선 (현도 342호 경유) | 시가현 | 구사쓰시 |
|             | 오쓰 분기점           | 大津        | 0.0       |    | 신메이신 고속도로 본선                                                                    | 시가현 | 오쓰시   |

## 주요 접속 도로
- 이세 완간 자동차도 (욧카이치 분기점에서 직결)
- 히가시메이한 자동차도 (욧카이치 분기점에서 접속)
- 도카이 환상 자동차도 (신욧카이치 분기점에서 직결)
- 히가시메이한 자동차도 (가메야마 연락도로를 경유해서 가메야아 분기점에서 접속)
- 메이신 고속도로 (오쓰 연락도로를 경유해서 구사쓰 분기점에서 접속)
- 게이나와 자동차도 (조요 분기점에서 접속)
- 제2 게이한 도로 (야와타쿄타나베 분기점에서 접속)
- 메이신 고속도로 (다카쓰키 분기점 · 나들목에서 접속)
- 주고쿠 자동차도 (고베 분기점에서 접속)
- 산요 자동차도 (고베 분기점에서 접속)

## 같이 보기
- (일본어) 중일본 고속도로
- (일본어) 서일본 고속도로[깨진 링크(과거 내용 찾기)]